# Margrét Lára Viðarsdóttir
Margrét Lára Viðarsdóttir, född 25 juli 1986 på Västmannaöarna, Island, är en isländsk fotbollsspelare som spelar för Valur. Hon spelade i den damallsvenska klubben Kristianstads DFF säsongerna 2009 - 2011. Hon har även spelat för Islands landslag. Inför säsongen 2012 skrev hon kontrakt med den tyska klubben Potsdam.
Inför säsongen 2014 meddelade hon att hon är gravid och kommer att ta ledigt från fotbollen ett år.

## Meriter
Valur
- Isländsk mästare: 2006, 2007 och 2008
- Isländsk cupmästare: 2 gånger

### Utmärkelser
- Skyttedrottning i isländska ligan: 2004, 2005, 2006, 2007 och 2008
- Årets kvinnliga isländska fotbollsspelare: 2004, 2006, 2007 och 2008
- Årets isländska idrottare: 2007